# Vir, Domžale
Vir este o localitate din comuna Domžale, Slovenia, cu o populație de 3.078 de locuitori.